# Yelena Stempkovskaya
Yelena Stempkovskaya (em russo:  Елена Стемпковская; Mazurshchina, c. 1921 – Shebekinsky, 26 de junho de 1942) foi uma operadora de rádio no 216º Regimento de Rifles da 76ª Divisão de Infantaria do 21º Exército, na frente sudoeste, durante a Segunda Guerra Mundial. Por seu serviço militar, ela recebeu postumamente o título de Heroína da União Soviética em 15 de maio de 1946.

## Vida civil
Stempkovskaya nasceu em uma família russa na região de Minsk da República Socialista Soviética da Bielorrússia no ano de 1921, mas sua data exata de nascimento é desconhecida. A família mudou-se para o Uzbequistão para desenvolver a indústria do algodão; Ela se formou no Instituto Pedagógico Tashkent e permaneceu no Uzbequistão até o início da Segunda Guerra Mundial.

## Carreira militar
Stempkovskaya ingressou no Exército Vermelho em junho de 1941, após o início da Segunda Guerra Mundial, tendo estado anteriormente no Komsomol. Ela foi treinada em comunicações de rádio e designada para o 216º Regimento de Infantaria como uma operadora de rádio. Depois que um observador foi morto nos combates em Kursk, ela assumiu o controle, mas estava mais perto da linha de fogo quando os nazistas cercaram e se aproximaram da trincheira.
Existem duas versões dos eventos que levaram à sua morte; Um diz que ela tentou se defender dos nazistas atirando duas granadas, mas acabou sendo capturada devido a uma grande desvantagem e torturada por informações, seus sequestradores a esfaquearam com baionetas e cortaram suas mãos antes de deixá-la sangrar até a morte, mas recusou-se a revelar segredos militares. A outra versão de sua morte, de acordo com fontes mais recentes, é que depois que os nazistas se aproximaram da trincheira mantendo vários soldados soviéticos remanescentes, Stempkovskaya entrou no campo de batalha com uma metralhadora em seu último posto e foi morta a tiros, apesar de operadores de rádio serem de alto risco de serem capturados pelo Eixo para revelar as informações que receberam e transmitiram e que não deveriam estar na frente dos combates. Todos os membros remanescentes do batalhão que não fugiram quando os alemães começaram a se aproximar foram mortos na batalha.